# Souira Guedima
Souira Guedima és una ciutat del Marroc a uns 36 km al sud de Safi, a la costa de l'oceà Atlàntic i a la desembocadura del riu Tensift. El seu antic nom fou Aguz i modernament apareix també com a Souira Kadima, Kdima, Qadima o Qdima. A la seva rodalia hi ha la zawiya de Sidi Mulay Abd al-Kader.
Al segle xi fou el port de la ciutat d'Aghmat, a tres dies de camí cap a l'interior en direcció est. Fou ocupada pels portuguesos el 1506 i sota la direcció de Diogo d'Azambuja (1432-1518) i el seu fill del mateix nom la van conservar més de quinze anys. Els sadites la van ocupar l'any 1525, quan era capità governador de la fortalesa Gonçalo Mendes Sacoto.